# ジョン・カスト (第3代準男爵)

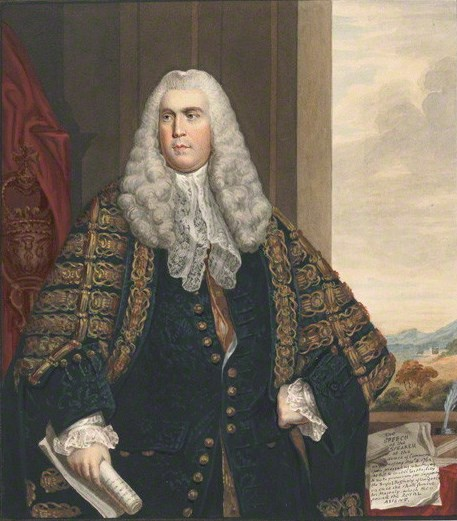
第3代準男爵サー・ジョン・カスト

第3代準男爵サー・ジョン・カスト（英語: Sir John Cust, 3rd Baronet PC、1718年8月29日 - 1770年1月24日）は、グレートブリテン王国の政治家。庶民院議長（任期：1761年 - 1770年）を務めた。

## 生涯
1718年8月29日、第2代準男爵サー・リチャード・カストとアン・ブラウンロウ（第4代準男爵サー・ウィリアム・ブラウンロウの娘）の長男として生まれ、9月25日にセント・マーティン・イン・ザ・フィールズで洗礼を受けた。
イートン・カレッジで学んだあと、1737年にケンブリッジ大学コーパス・クリスティ・カレッジに入学、1739年に卒業、1742年にミドル・テンプルで弁護士資格免許を得た。
1734年7月25日に父が死去すると準男爵を継承、1743年4月にサー・マイケル・ニュートン準男爵の後任として対立候補のないままグランサム選挙区で庶民院議員に当選、以降死去するまで同選挙区で当選し続けた。1746年までは与党側に投票したが、1747年にプリンス・オブ・ウェールズのフレデリック・ルイス側に転じたためフレデリック・ルイスの家族で秘書に任命され、1751年にフレデリック・ルイスが死去した後も未亡人オーガスタ・オブ・サクス＝ゴータの家族で秘書を務め続けた。以降は1755年まで与党側で投票した後、再び野党に転じた。
庶民院議長を長年務めたアーサー・オンズローが1761年に辞任すると、カストは同年11月3日に全会一致でその後任に選出され、1768年5月10日にも再選した。1762年1月24日、枢密院の顧問官に任命された。
激務により健康が悪化したカストは1770年1月17日に秘書を通じて一時休暇を取ったが、19日に正式に議長を辞任、24日に死去した。22日にはフレッチャー・ノートンが選出された。2月8日、カストの遺体はベルトンに埋葬された。5月20日、カストの功績により長男のブラウンローがベルトンのブラウンロー男爵に叙された。

## 評価
フレッチャー・ノートンが庶民院議長に選出されたとき、ノース卿はカストの勤勉さ、公正さ、そして庶民院の手続きに関する知識を称える演説をした。ホレス・ウォルポールもジョージ・モンタギュー宛の手紙でカストを称えた。

## 家族
1743年12月18日、トマス・ペイン（Thomas Paine）の娘エゼルドレッド（Etheldred、1775年1月27日没）と結婚、2男2女をもうけた。
- ブラウンロー（1744年 - 1807年） - 初代ブラウンロー男爵
- エリザベス・カスト（1750年 - 1779年）